# Emetikum

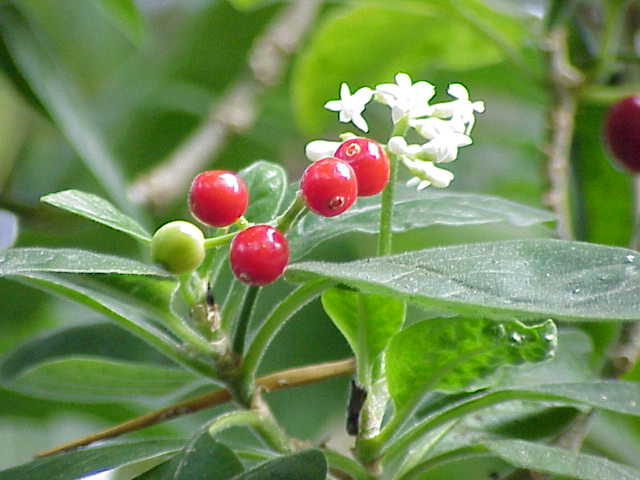
Hlavěnka dávivá, zdroj emetinu

Emetikum (též vomitivum, dávidlo) je léčivo, které vyvolává zvracení. Podání emetika vede k vyprázdnění obsahu žaludku. Nejčastěji se používá k odstranění jedovaté látky při některých otravách.
Emetika buď působí místně podrážděním sliznice (roztoky solí – nejčastěji[ujasnit] skalice modrá), nebo stimulují centrum zvracení v mozku (emetin, apomorfin). Látky stimulující centrum zvracení se v menších koncentracích používají jako léky podporující vykašlávání.
Při vyvolání zvracení je nebezpečí, že dojde ke vdechnutí zvratků.
Antiemetikum zvracení tlumí.